# هنريتا دوزير
هنريتا دوزير (بالإنجليزية: Henrietta Cuttino Dozier) هي مهندسة معمارية أمريكية، ولدت في 1872 في فرناندينا بيتش في الولايات المتحدة، وتوفيت في 1947.